# Albares de la Granja
Albares de La Granja es un despoblado español que forma parte del municipio de Torre del Bierzo, en la provincia de León, comunidad autónoma de Castilla y León. Ocupa un área de 1,8608 hm² y estaba adscrito a la localidad colindante de La Granja de San Vicente.

## Historia
Fue creado alrededor de 1950, mediante fondos estatales de la época dirigidos al impulso de la industria minera en la zona, a instancia de la empresa minera Antracitas de La Granja. Fue abandonado oficialmente cerca de 1970, cuando fue clausurada la estación-apeadero y abandonada por el personal de Renfe. Con posterioridad el poblado fue víctima del pillaje, saqueadas sus viviendas e incluso ocupada extraoficialmente alguna de ellas.
El 3 de enero de 1944, Albares de La Granja fue escenario del desencadene del accidente ferroviario de 1944, el más grave producido en España hasta la fecha, que dejó un gran número de víctimas.

## Descripción
Constaba de 16 inmuebles de 4 viviendas unifamiliares cada uno y un inmueble de 2 viviendas unifamiliares de estilo palacete, además de éstas viviendas gozaba de las siguientes instalaciones:
- Estación/Apeadero de Renfe- Con 2 viviendas, una para el Factor de circulación y otra para el guardaagujas
- Escuela con dos secciones - niños y niñas -, además de 2 viviendas para los maestros
- Economato
- Taberna
- Bar / Sala de ocio con proyección de películas de cine

## Enlaces
- Albares de La Granja en YouTube.
- Página web sobre Albares de La Granja (enlace roto disponible en Internet Archive; véase el historial, la primera versión y la última).

- Datos: Q5662510